# Análisis elemental
El análisis elemental es un proceso donde una muestra de algún material (por ejemplo, suelo, basura o agua potable, fluidos biológicos...) es analizada por un compuesto elemental y en algunas ocasiones isotópico. El análisis elemental puede ser cualitativo (determinando que elementos están presentes), o puede ser cuantitativo (determinado cuanto de cada compuesto está presente). El análisis elemental se incluye dentro del ámbito de la química analítica, el conjunto de instrumentos involucrados en descifrar la naturaleza química de nuestro mundo.
Para la química orgánica, el análisis elemental casi siempre se refiere a análisis CHNX, o lo que es lo mismo, a la determinación de la fracción de masa de carbono, hidrógeno, nitrógeno y heteroátomos tales como azufre o Halógenos de una muestra. Esta información es bastante importante para ayudar a determinar la estructura de un compuesto desconocido, así como para ayudar a determinar la estructura y la pureza de un compuesto sintetizado. Hoy en día las técnicas espectroscópicas usadas en química orgánica (como la resonancia magnética nuclear (RMN), tanto 1H como la de 13C o la espectroscopia de masa) y los procedimientos cromatográficos han reemplazados al análisis elemental como la técnica primaria para determinación estructural, aunque todavía proporciona información complementaria muy útil. También es el método más rápido y económico para determinar la pureza de la muestra.
Antoine Lavoisier es considerado como el inventor del análisis elemental como herramienta cuantitativa y experimental para evaluar la composición química de un compuesto. En ese momento, el análisis elemental se basaba en la determinación gravimétrica de materiales adsorbentes específicos antes y después de la adsorción selectiva de los gases de combustión. Hoy sistemas completamente automatizados basados en la conductividad térmica o en la detección usando espectroscopia de infrarrojos de los gases de combustión, u otros métodos espectroscópicos son usados.

## Métodos

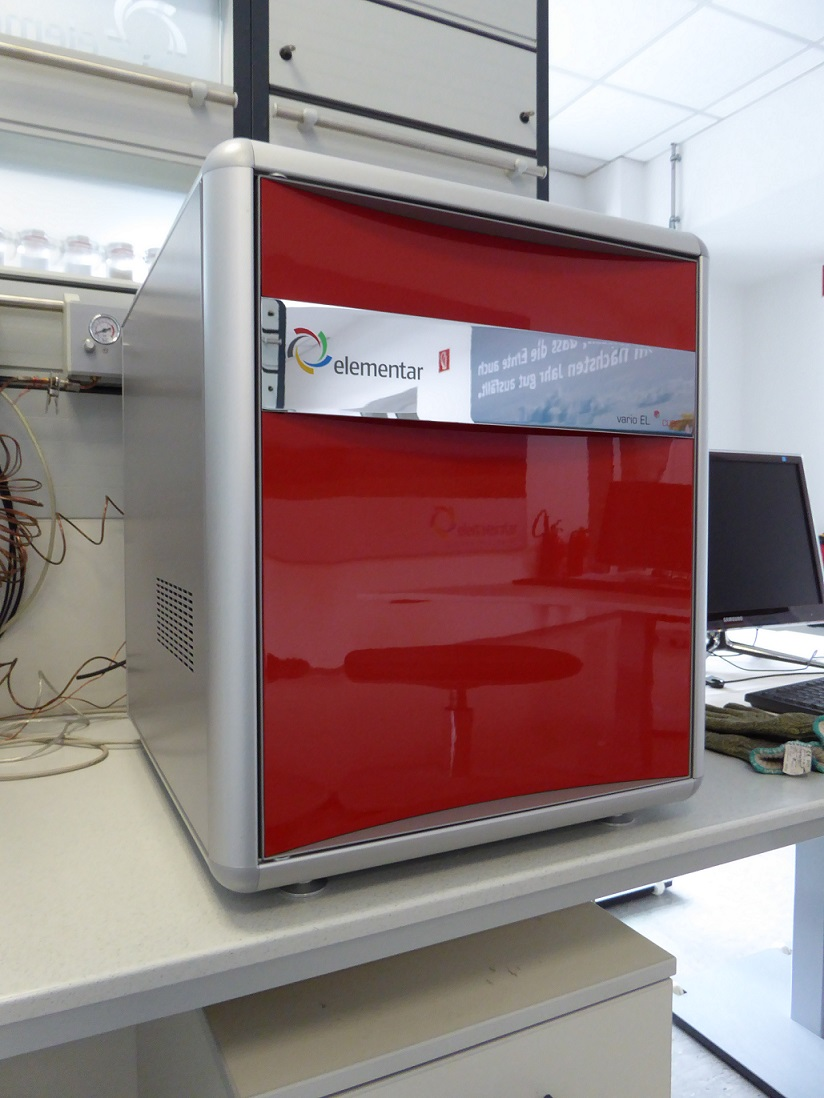
Analizador de combustión CHNS simultáneo moderno

La forma más común de análisis elemental, el análisis CHNX, se logra por análisis de combustión. En esta técnica, una muestra es quemada con un exceso de oxígeno y varias trampas, coleccionado los productos de combustión: dióxido de carbono, agua, y óxido nítrico. Las masas de estos productos de la combustión pueden ser usados para calcular la composición de la muestra desconocida. Los analizadores elementales modernos también son capaces de la determinación simultánea de azufre junto con CHN en el mismo procedimiento de medición.

### Análisis cuantitativo
El análisis cuantitativo es la determinación de la masa de cada elemento o compuesto presente. Otros métodos cuantitativos incluyen:
- Análisis gravimétrico, donde la muestra es disuelta y luego el elemento de interés es precipitado y su masa pesada; o el elemento de interés es volatilizado y la pérdida de peso es medida.
- Espectroscopía atómica óptica, como la espectroscopía de absorción atómica, absorción atómica en horno de grafito, y espectroscopia de emisión atómica de plasma acoplado por inducción (ICP‐AES), que sondean la estructura electrónica externa de los átomos.
- Análisis de activación de neutrones, que implica la activación de una matriz de muestra a través del proceso de captura de neutrones. Los núcleos objetivo radioactivos resultantes de la muestra comienzan a descomponerse, emitiendo rayos gamma de una energía específica que identifican los radiosótopos presentes en la muestra. La concentración de cada analito puede ser determinado por comparación de un estándar irradiado de concentración conocida para cada analito.[8]

### Análisis cualitativo
El análisis cualitativo tiene por objeto el reconocimiento o identificación de los elementos o de los grupos químicos presentes en una muestra, así como el estudio de los medios para poder identificar los componentes químicos de una muestra. Para determinar cualitativamente que elementos existe en una muestra, los métodos son:
- Espectroscopia de masa acoplado a un espectrómetro atómico, como el espectrómetro de masas con Plasma acoplado inductivamente (ICP-MS), que sondea la masa de átomos.
- Otra espectroscopia que explora la estructura electrónica interna de los átomos, como la fluorescencia de rayos X, la emisión de rayos X inducida por partıculas (PIXE), la espectroscopia de fotoelectrones emitidos por rayos X, y la espectroscopia electrónica Auger.
- Métodos químicos, como pueden ser:
  - Fusión alcalina con sodio.
  - Oxidación de Schöniger.

### Análisis de resultados
El análisis de resultados es realizado para determinar la proporción de elementos dentro de la muestra, y resolviendo una fórmula química que encaje con esos resultados. Este proceso es útil como su ayuda para determinar si una muestra enviada es un compuesto deseado y confirma su pureza. La desviación estándar aceptada para los resultados de análisis elemental calculado es del 0.3 %.